# Gărăgău
Gărăgău – wieś w Rumunii, w okręgu Teleorman, w gminie Vârtoape. W 2011 roku liczyła 836 mieszkańców.